# Héctor Valdez Albizu
Héctor Manuel Valdez Albizu (Ciudad Trujillo, 10 de noviembre de 1947) es un economista dominicano y autor de numerosas obras relacionadas con la economía, actualmente es el gobernador del Banco Central de la República Dominicana. Su primer período lo ocupó del 31 de agosto de 1994 hasta el 16 de agosto de 2000, regresando el 16 de agosto de 2004, sumando 25 años al mando del Banco Central, lo que convierte a Valdez Albizu en el gobernador que más tiempo ha ocupado el cargo superando a Diógenes H. Fernández quien ocupó 13 años en el puesto (de 1963 a 1976).

## Educación
En 1971 Valdez Albizu recibió su título de Licenciado en Economía por la Universidad Autónoma de Santo Domingo. Posteriormente, hizo estudios de posgrado en el Instituto de Estudios Sociales de la Pontificia Universidad Católica de Chile, en el centro de la Organización Relacionadora de movimientos Estudiantiles. Su principal área de estudio estuvo relacionada con los Aspectos sociales del Desarrollo Económico, Reformas Universitarias latinoamericanas, la Tenencia de la Tierra y la Reforma Agraria (1966-1967). Viajó a Washington, D. C. para continuar su trabajo en el Instituto de Estudios Especializados del Fondo Monetario Internacional, como especialista en política monetaria, finanzas públicas y diseño de programas monetarios y financieros de 1974 a 1977. Finalmente volvió a la República Dominicana para continuar su estudio e investigación en la Organización de Estados Americanos, en el Banco Central de la República Dominicana y el Centro de Investigaciones de Estudios Avanzados.

## Vida personal
Valdez Albizu Está casado con la señora Fior D’Aliza Martínez de Valdez y tienen un hijo, Héctor Manuel Valdez Martínez el cual se desempeña como productor de cine y director cinematográfico.

## Carrera en el Banco Central
Héctor Valdez comenzó su carrera en el Banco Central de la República Dominicana en 1970 como asistente técnico en el Departamento de Estudios Económicos, llegando a ocupar el cargo de director de dicho departamento desde 1984 hasta 1986. Desde entonces ha ocupado numerosos cargos en la institución, incluyendo: Subgerente de Política Monetaria y Cambiaria, 1986-1990; Asesor de la Junta Monetaria, 1987-1989; Representante del Banco Central ante el Consejo de Administración del Banco de Reservas de la República Dominicana, 1991-1992; subgerente general, 1991-1993. El 4 de enero de 1993 fue designado administrador general del Banco de Reservas, cargo que ocupó hasta el 31 de agosto de 1994, cuando fue designado gobernador del Banco Central por el Dr. Joaquín Balaguer. En esta posición fue reconfirmado en agosto de 1996 por el expresidente Leonel Fernández, otorgándole el rango de Ministro de Estado, hasta el 16 de agosto de 2000. Nuevamente, en 2004, 2006, 2008 y 2010 el expresidente Leonel Fernández lo ratificó como gobernador del Banco Central. El 16 de agosto de 2012 y el 30 de agosto de 2014 el presidente Danilo Medina lo confirmó por quinta vez consecutiva en el cargo.
Por la crisis económica que atraviesa el país, debido al Covid-19, el presidente Luis Abinader, mediante el decreto 324-20, artículo 25, lo confirma nuevamente en el cargo. El 11 de agosto de 2022, mediante el decreto 442-22 es confirmado en el cargo por dos años más y el 15 de agosto de 2024 mediante decreto 442-24 fue ratificado nuevamente para otro periodo.

## Proyectos de investigación y publicaciones académicas
Durante su destacada carrera como economista ha trabajado en numerosos proyectos de investigación, entre los que se encuentran:
- "Estudio sobre mercado paralelo de divisas"
- "Alternativas de inversión en actividades financieras"
- "Importancia del mercado financiero sobre sistema cambiario"
- "Programas financieros para la República Dominicana", 1976-1990
- "Tamaño y magnitud del sistema bancario nacional y posibilidades de ampliación del mismo", 1976
- "Régimen de emergencia cambiaria", 1985
- "Reforma del sistema financiero, una respuesta", 1985

En 1996 publicó "Un camino hacia el desarrollo, Conferencias y Discursos" y en 2000 "Un camino hacia el desarrollo II". Estos libros fueron reeditados en 2008. También enseñó en la Universidad Central del Este (1975-1977) y en el Instituto de Estudios Superiores, actual UNAPEC (1978-1989)

## Reuniones internacionales
En representación oficial del Banco Central Dominicano, ha participado en diversas reuniones internacionales, entre las más importantes están las reuniones de la Asociación Latinoamericana de Integración, del Consejo para Asuntos Financieros y Monetarios (CFM), Reuniones de Gobernadores de Bancos Centrales de Latinoamérica, celebrada en Canadá, España y Filipinas; Asambleas de Gobernadores del Banco de Interamericano de Desarrollo (BID) y de la Corporación Interamericana de Desarrollo (CII), República Dominicana, 1992. Participó en las renegociaciones de la deuda externa con los bancos comerciales durante 1992 y con los gobiernos miembros del Club de París entre 1992 y 1993. También asistió a un almuerzo de trabajo con el secretario del Tesoro del Gobierno de los Estados Unidos en 1994 y es signatario del Convenio Constitutivo Organismo Multilateral de Garantía de Inversiones (MIGA) en Washington (1995). También representó a la República Dominicana en la 35ª Reunión de Gobernadores de Bancos Centrales del Continente Americano (CEMLA/ALADI) celebrada en Hong Kong en 1997.

## Premios
Además de ser miembro destacado del Colegio Dominicano de Economistas (CODECO), Valdez Albizu ha recibido numerosos reconocimientos por sus muchos años de servicio hacia el desarrollo económico no solo de la República Dominicana, también para América Latina en general. 
Durante el año 1996 fue galardonado con la Medalla al Mérito del Servidor Público en la República Dominicana y el premio Gaucho Rioplatense de la Revista Dirigencia de Buenos Aires, Argentina. 
Fue elegido como Economista del Año en 1997 por el Colegio Dominicano de Economistas, y en 1998 se le dio el título de Visitante Distinguido por la ciudad de Barahona y Banquero del Año por el periódico Listín Diario en 1998. 
En 1999 fue nombrado jefe del Año por la Asociación Dominicana de Secretarias y figuró entre las 500 personalidades del Mundo Financiero por la Enciclopedia Who's Who de Estados Unidos, 1999. 
Valdez Albizu fue seleccionado por la revista británica The Banker como gobernador del año en 2006 para la región de Las Américas. La revista reconoció las contribuciones de Valdez Albizu a recuperar la economía dominicana alcanzado durante la administración del presidente Leonel Fernández. Valdez Albizu es el primer gobernador del Banco Central de la República Dominicana en recibir tal honor.
El 10 de noviembre del 2021 el Senado de la República Dominicana entregó a Valdez Albizu un pergamino de reconocimiento por su exitosa carrera y grandes aportes a favor del desarrollo económico de la República Dominicana.